# Daniel Lindsay Russell

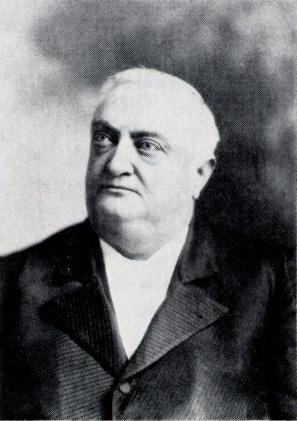
Daniel Lindsay Russell

Daniel Lindsay Russell (* 7. August 1845 im Brunswick County, North Carolina; † 14. Mai 1908 bei Wilmington, North Carolina) war ein US-amerikanischer Politiker und der 49. Gouverneur des Bundesstaates North Carolina.

## Frühe Jahre und Militärdienst
Daniel Russell wurde auf einer Plantage im Brunswick County geboren und erhielt zunächst eine private Schulausbildung. Später besuchte er die Bingham School und die University of North Carolina in Chapel Hill. Beim Ausbruch des Bürgerkrieges verließ er die Universität, um ins Heer der Südstaaten einzutreten. Dort brachte er es bis zum Hauptmann (Captain).

## Politischer Aufstieg
Noch während des Krieges wurde er Abgeordneter im Repräsentantenhaus von North Carolina, wo er von 1864 bis 1866 verblieb. Während dieser Zeit studierte er auch Jura. Nach seiner Zulassung als Rechtsanwalt im Jahr 1866 eröffnete er in Wilmington eine Praxis. 1868 wurde er Richter im vierten Gerichtsbezirk seines Staates. Diese Position bekleidete er bis 1874. Im Jahr 1876 saß er als Republikaner nochmals im Parlament von North Carolina, ehe er zwischen 1879 und 1881 Abgeordneter im US-Repräsentantenhaus wurde. Im Jahr 1876 nahm er als Delegierter an der Republican National Convention in Cincinnati teil, auf der Rutherford B. Hayes als Präsidentschaftskandidat nominiert wurde.

## Gouverneur von North Carolina
Für die 1896 anstehenden Gouverneurswahlen wurde Russell von seiner Partei zum Spitzenkandidaten nominiert. Er gewann die Wahlen gegen den Demokraten Cyrus B. Watson. Seine Amtszeit begann am 12. Januar 1897 und endete vier Jahre später am 15. Januar 1901. In dieser Zeit wurde der Haushalt für das Bildungswesen erhöht und Anti-Monopol-Gesetze erlassen. In diese Zeit fiel auch der Spanisch-Amerikanische Krieg von 1898, für den North Carolina auch Truppen abstellen musste. Durch die Kürze des Krieges blieben die Auswirkungen auf den Staat allerdings gering.
Nach dem Ende seiner Amtszeit widmete sich Russell wieder seiner Anwaltstätigkeit und seinen privaten Interessen. Er verstarb im Mai 1908. Er war mit Sarah Amanda Sanders verheiratet.